# Ich war zuhause, aber
Ich war zuhause, aber è un film del 2019 diretto da Angela Schanelec.

## Riconoscimenti
- 2019 - Festival di Berlino
  - Orso d'argento per il miglior regista a Angela Schanelec